# FMC Corporation
Die FMC Corporation ist ein US-amerikanisches Chemieunternehmen mit Hauptsitz in Philadelphia, Pennsylvania. Der Name stand ursprünglich für Food Machinery Corporation.

## Geschichte

### Gründung und Wandel
Die Geschichte des Unternehmens begann 1883, als John Bean die Bean Spray Pump Company zur Vermarktung einer von ihm erfundenen Hubkolbenpumpe zum Versprühen von Insektiziden in Los Gatos, Kalifornien, gründete. Bean erfand die Pumpe, um Insektizide auf die vielen Obstplantagen in der Gegend zu sprühen. Eines dieser frühen Sprühgeräte war bis zu seiner Schließung im Jahr 2014 im Forbes Mill Museum in Los Gatos ausgestellt. Die Bean Avenue in der Innenstadt von Los Gatos ist nach John Bean benannt.
1928 wird das Unternehmen unter dem Namen John Bean Manufacturing Company an die Börse in San Francisco gebracht. Durch die Übernahmen von Anderson-Barngrover Co., einem Hersteller von Rotationsdrucksterilisatoren für versiegelte Dosen, und Sprague-Sells, einem Produzenten von Konservenmaschinen, im selben Jahr wird das Unternehmen zum damals weltgrößten Hersteller von Maschinen für die Lebensmittelindustrie. Der Name wird daher in Food Machinery Corporation geändert und das Unternehmen beginnt die Initialen FMC zu verwenden.
1943 übernimmt das Unternehmen den Pflanzenschutzmittel-Hersteller Niagara Sprayer & Chemical Co. und steigt damit in die chemische Industrie ein. Im Jahr 1946 kaufte FMC Bolens Lawn and Garden Equipment. Die Chemiesparte wird 1948 durch die Übernahme von Westvaco Chemical Corp. erheblich ausgebaut. Der Name wird daraufhin in Food Machinery and Chemical Corporation geändert, 1961 schließlich in FMC Corporation. 1972 trennt sich FMC von dem unprofitabel gewordenen Geschäft mit Pumpen. 

### Arbeit für das US-Kriegsministerium (United Defense) und weitere Geschäftsbereiche

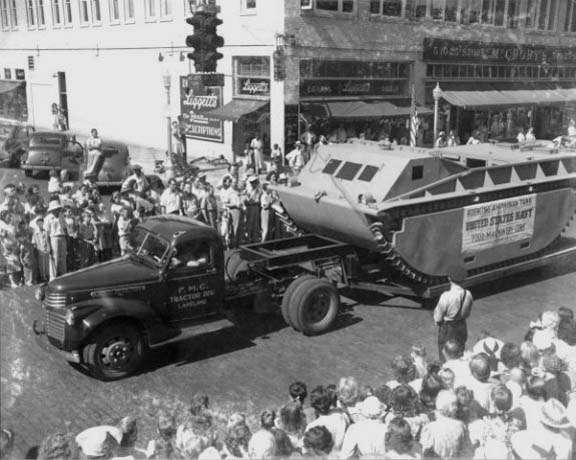
LVT-1 vom Hersteller FMC in Lakeland, Florid auf einer Parade vorgestellt (1941)

FMC erhielt 1941 den Auftrag, amphibische Raupenlandefahrzeuge für das US-Kriegsministerium zu entwickeln und zu bauen.
1961 schrieb das Bureau of Ships der US-Marine einen amphibischen Hochleistungstransporter aus, der sich mit einer Geschwindigkeit von 35 Knoten (ca. 40 mph) über Wasser und mit derselben Geschwindigkeit über Land bewegen konnte. Es musste fünf Tonnen Fracht über Wasser, durch die Brandung, über den Strand und ins Landesinnere befördern. Das Fahrzeug musste auch unter Gefechtsbedingungen schnell be- und entladen werden können. Die Ordnance Division von FMC in San Jose, Kalifornien, baute und testete zwei Prototypen mit der Bezeichnung "LVHX2 Landing Vehicle, Hydrofoil" für das United States Marine Corps. Es handelte sich dabei um die ersten amphibischen Landungsfahrzeuge, die Tragflächen für den Hochgeschwindigkeitseinsatz von Schiff zu Land nutzten. Obwohl das LVHX2 nie in Produktion ging, verwendete das Marine Corps die Prototypen in seinem kontinuierlichen Forschungs- und Entwicklungsprogramm, um bessere Ausrüstung für amphibische Angriffe zu entwickeln.
FMC baute später den gepanzerten Mannschaftstransporter (APC) M113, das Bradley-Kampffahrzeug und den XR311 in seinem früheren Werk in Santa Clara, Kalifornien. Das Unternehmen erwarb auch die Rechte für die Herstellung einiger ausländischer militärischer Geräte, einschließlich des brasilianischen EE-9 Cascavel. 

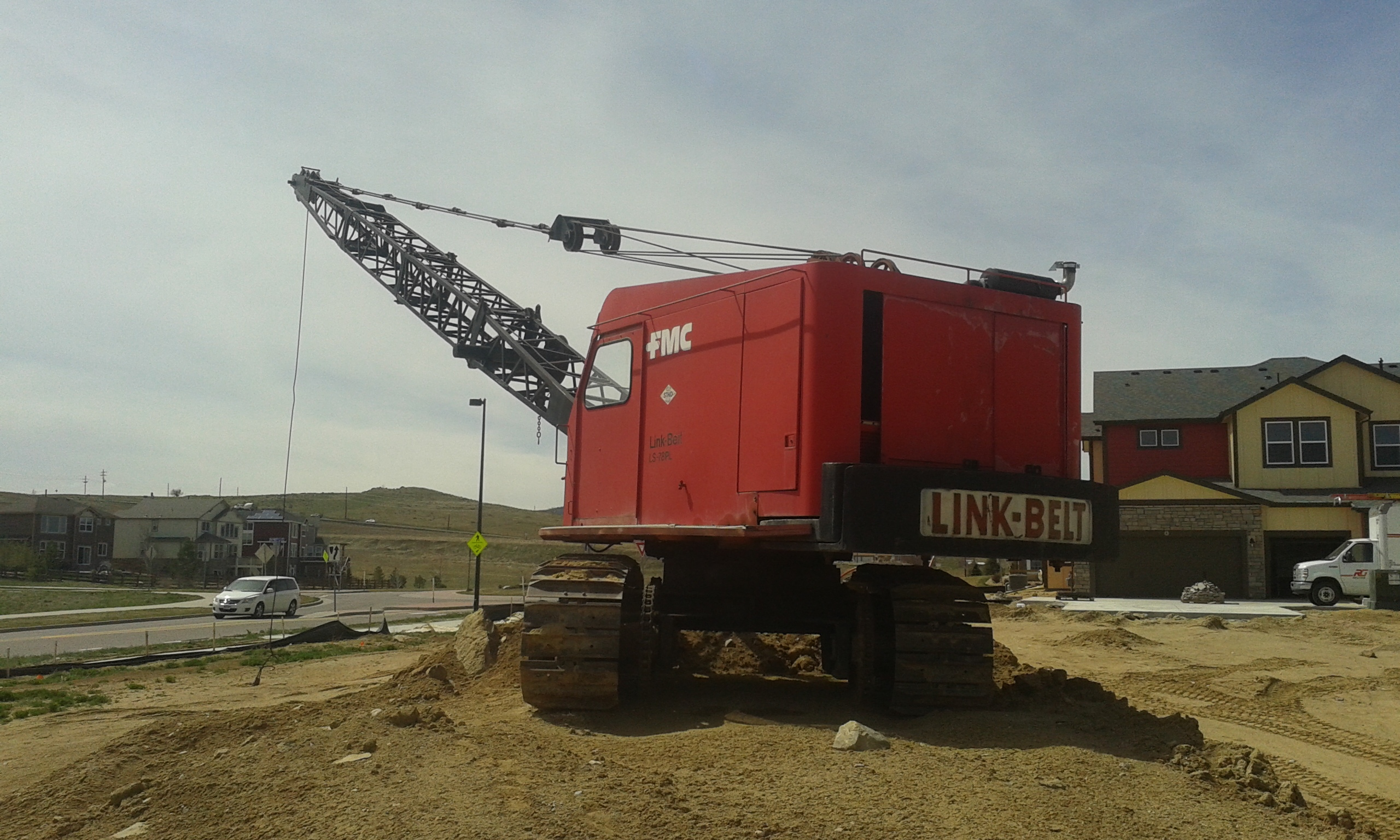
Kran von Link-Belt und FMC in Arvada, Colorado (2016)

Bean stellte in den 1960er bis 1980er Jahren unter den Namen FMC und Bean auch Feuerlöschgeräte und Pumphäuser her. 1967 erwarb FMC die Firma Link-Belt. Das Unternehmen stellte Kräne und Bagger der Marke FMC Link-Belt her. Mit Ladder Towers Inc. (LTI) bestand eine OEM-Vereinbarung zur Vermarktung von Drehleitern. In den frühen 1980er Jahren versuchte die FMC-Abteilung für Feuerwehrausrüstung, ihre Rolle bei Drehleitern für Feuerwehrfahrzeuge auszuweiten, indem sie die Kranabteilung von Link-Belt nutzte.  Im Jahr 1986 wurde die Link-Belt Construction Equipment Company als Joint Venture zwischen der FMC Corporation und Sumitomo Heavy Industries gegründet. Die Expansion von FMC in die Produktion von Drehleitern scheiterte: Der Geschäftsbereich FMC Fire Apparatus wurde 1990 geschlossen. 
Zwischen 1965 und 1985 war FMC Eigentümer des Metallwerks Gunderson in Springfield, Oregon, das in dieser Zeit als "Marine and Rail Equipment Division of FMC" (MRED) bekannt war und 1985 an The Greenbrier Companies verkauft wurde. 1972 wurde das Personal von der Rüstungsindustrie auf die Entwicklung und den Bau von Freizeitfahrzeugen (Reisebussen) umgestellt. Die Ölkrise und die hohen Preise führten dazu, dass die Produktion nach fünf Jahren eingestellt wurde.

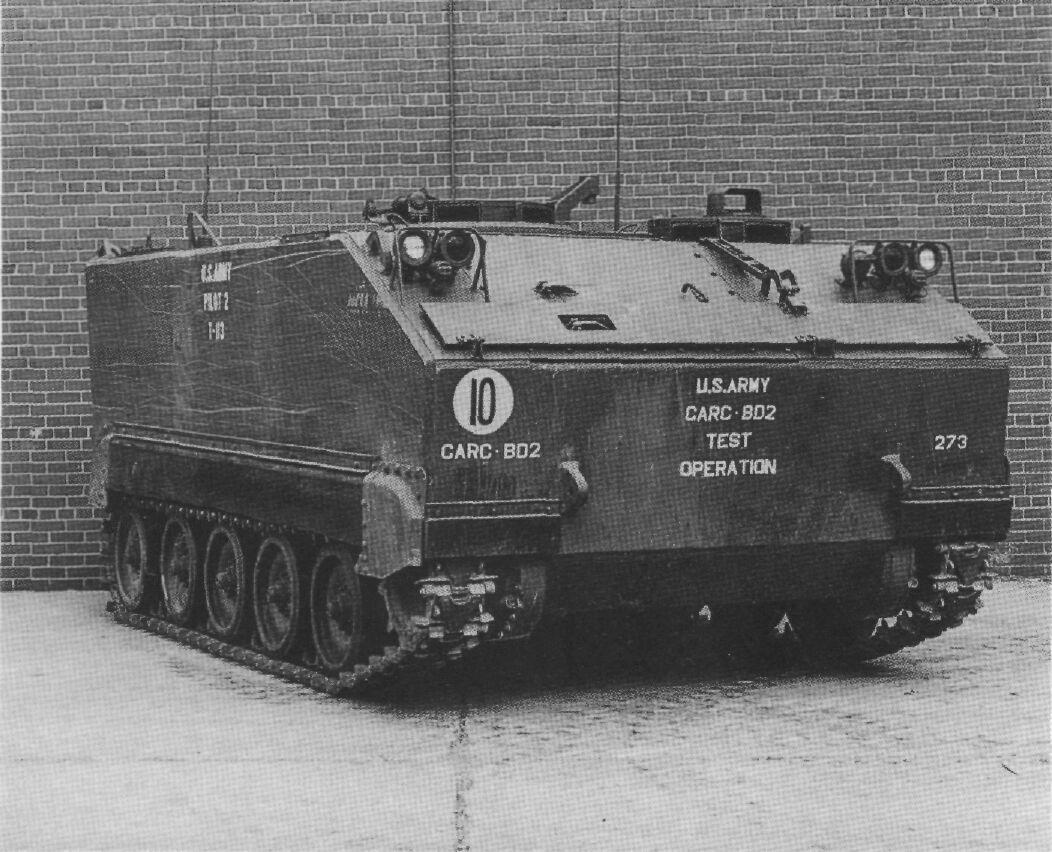
Vorschlag für einen gepanzerten Mannschaftstransporter (FMC T113)

FMC war zeitweise einer der größten Rüstungskonzerne der Vereinigten Staaten. Das Unternehmen rangierte unter den Top 100 der amerikanischen Unternehmen, was den Wert der militärischen Produktionsverträge des Zweiten Weltkriegs anbelangt. Diese Aktivität ergab sich aus der Weiterentwicklung von Kettenfahrzeugen für die Landwirtschaft zu Militärfahrzeugen, beginnend mit dem Landing Vehicle Tracked. Weitere Fahrzeuge waren u. a. das Amphibious Assault Vehicle, der AIFV, der M113 und der M2/M3 Bradley. 1994 legten FMC und Harsco ihre Rüstungsaktivitäten zusammen, wodurch United Defense entstand, an dem FMC 60 % hielt. 1997 verkauften beide Unternehmen ihre Anteile an die Carlyle Group. Seit 2005 gehört United Defense BAE Systems.

### Weitere Entwicklung
FMC vertreibt chemische Produkte, die von Rindfleisch- und Geflügelverarbeitern zur Reduzierung von Krankheitserregern wie E. coli und Salmonellen auf ungekochtem Rindfleisch und Geflügel verwendet werden. FMC erhielt ein Patent auf ein Verfahren zur Desinfektion von Geflügel, das getötet, gerupft und ausgenommen wurde, indem das Geflügel mit einer wässrigen Säurelösung in Kontakt gebracht und dieser Kontakt für eine ausreichende Zeit aufrechterhalten wird, um das Geflügel zu desinfizieren.
In den 1980er-, 1990er- und 2000er-Jahren begann die FMC Corporation, mehrere ihrer Geschäftsbereiche in separate Unternehmen auszugliedern, darunter United Defense und FMC Technologies, und verkaufte ihre Geschäftsbereiche, darunter die Automobilsparte, 1996 an Snap-on Equipment, einen Geschäftsbereich von Snap-on. Snap-on benannte die Sparte in "John Bean Company" um. Bolens wurde 1988 an Troy-Bilt verkauft. 
1985 erschließt sich FMC mit der Übernahme von Lithium Corp. of America, des damals weltgrößten Herstellers von Lithium, ein neues Geschäftsfeld. Im Jahr 2000 beschließt das Management das Unternehmen aufzuteilen, die Chemieaktivitäten werden weiter unter dem Namen FMC Corporation geführt, während der Maschinenbau unter FMC Technologies firmiert. Der Geschäftsbereich Lithium konzentriert sich in der Firma Livent (ehemals Lithium Corp. of America), die schon 1991 Sony für die Entwicklung der Lithium-Ionen Batterie mit Lithium belieferte.
Im Jahr 2001 gliederte FMC die Geschäftsbereiche Energie, Flughafen und Lebensmittelausrüstung in ein separates Unternehmen namens FMC Technologies aus. Nach einer Fusion mit Technip im Jahr 2017 ist es heute Teil von TechnipFMC. 2008 veräußerte FMC sein Nicht-Energiegeschäft und war damit an der Gründung der JBT Corporation beteiligt, ein amerikanisches Unternehmen für Lebensmittelverarbeitungsmaschinen und Flughafenausrüstung.
Im Jahr 2006 feierte die FMC Corporation ihr 75-jähriges Bestehen an der New York Stock Exchange. Pierre Brondeau wurde mit Wirkung vom 1. Januar 2010 zum President und Chief Executive Officer ernannt und löste damit William G. Walter ab. Brondeau war zuvor bei Dow Chemical und davor bei Rohm & Haas tätig. Im Jahr 2014 kündigte FMC die Übernahme von Cheminova an, einem multinationalen Pflanzenschutzunternehmen. Im Jahr 2015 schloss FMC den Verkauf seines Geschäftsbereichs Alkalichemikalien an Tronox ab.
2017 wurde der Geschäftsbereich Food and Nutrition an DuPont verkauft, im Gegenzug wurden Teile des Saatgutgeschäfts von DuPont erworben.

## Konzern

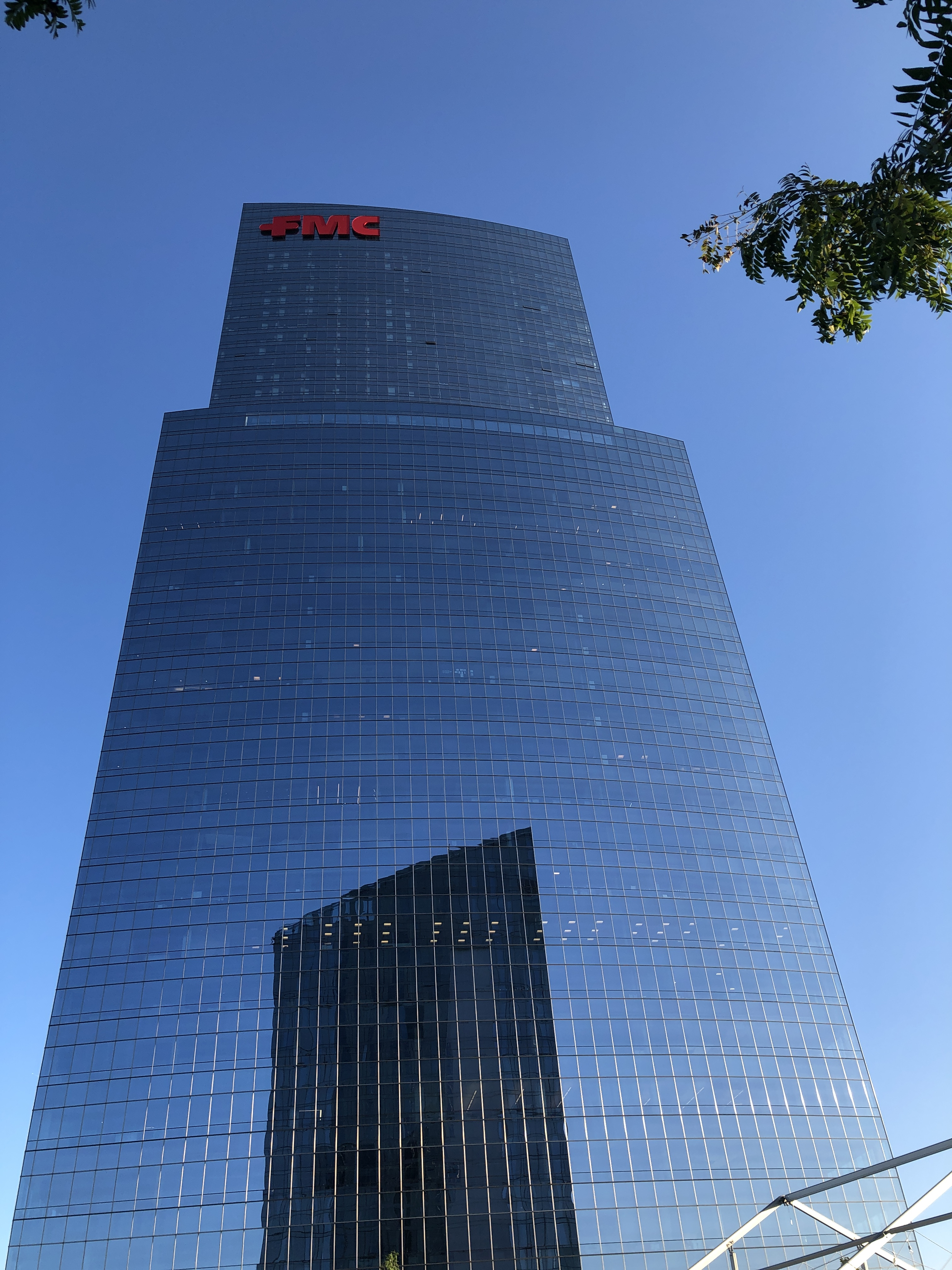
FMC Turm in Philadelphia (2019)

Die FMC Corporation ist seit 1928 börsennotiert. Ursprünglich in San Francisco gelistet wird die Aktie jetzt an der New York Stock Exchange unter dem Tickersymbol FMC gehandelt. In den 1980er-Jahren war FMC in den Insiderhandel-Skandal um Ivan F. Boesky verwickelt, der innerhalb weniger Tage 95.300 FMC-Aktien kaufte und nach wenigen Tagen mit einem Gewinn von 975.000 USD wieder verkaufte, nachdem FMC angekündigt hatte sein Eigenkapital umzustrukturieren.

## Aktivitäten
FMC Corporation besteht heute aus zwei Geschäftsbereichen:

### Agricultural Solutions
Der größte Geschäftsbereich, FMC Agricultural Solutions, produziert und vertreibt Herbizide, Insektizide, Akarizide und Fungizide. Mit einem Umsatz von 1,764 Mrd. USD (2012) ist es das größte Segment der FMC Corporation.

### Lithium
Der Geschäftsbereich Lithium beschäftigt sich mit Batterientechnik, Bauchemikalien und Polymeren.

## Missbrauch von Carbofuran in Ostafrika
CBS berichtete 2009, dass Furadan, ein Carbofuran-Mittel der FMC Corporation, in Kenia von Farmern eingesetzt wird um Löwen zu vergiften. Die FMC Corporation hat das Produkt daraufhin in Kenia, Tansania und Uganda von Markt genommen und alle Restmengen aufgekauft.

## Sonstiges
Ein ehemaliges FMC-Gelände in San Jose, Kalifornien, ist der Standort des Avaya Stadium, eines Fußballstadions, das seit 2015 der Hauptstandort für die San Jose Earthquakes ist.